# Mariola (doce)
Mariola é um doce tradicional brasileiro. É feito com banana, caju ou goiaba seca. Atualmente, é vendida embalada em saquinhos de plástico, mas habitualmente era feita envolta em folhas de bananeira. A mariola é comercializada em tabletes de poucos centímetros. 
Como forma de diminuição do desperdício da banana, que é elevado, a mariola pode ser produzida a partir do reaproveitamento de sobras da casca da banana.